# Gabriel Maugain
Gabriel Maugain (né le 19 septembre 1872 à Pointe-à-Pitre en Guadeloupe et mort le 28 janvier 1950 à Strasbourg) était un romancier français, spécialiste de l'Italie et de littérature comparée.

## Vie et œuvre
Gabriel Joseph Maugain obtient l'agrégation de grammaire en 1899. En 1908, il est boursier à l'Institut français de Florence ; l'année suivante, il soutient sa thèse à Paris Étude sur l'évolution intellectuelle de l'Italie de 1657 à 1750 environ. En 1910, il publie Documenti bibliografici e critici per la storia della fortuna del Fénelon en Italie.
D'abord enseignant à l'université de Grenoble, il enseigne ensuite l'italien à l'université de Strasbourg à partir de 1919.
De 1927 à 1945, Maugain est doyen de la Faculté de philosophie et doit à ce titre participer à l'organisation de l'exode de l'université vers Clermont-Ferrand fin 1939 (dans le cadre de l'évacuation de la ville ordonnée par l'armée). À Clermont, la faculté refuse d'accéder aux demandes de retour des nazis en 1940 et 1941. En novembre 1943, en représailles de ce refus, des étudiants et enseignants de l'université sont raflés, assassinés et déportés (un processus qui, mis à part l'action spéciale de Cracovie, n'a pas d'égal).

## Autres travaux
- L'Italie dans quelques publications de jésuites français, Paris 1910
- Boileau et l'Italie, Paris 1912
- Giosue Carducci et la France, Paris 1914
- L'Opinion italienne et l'intervention de l'Italie dans la guerre actuelle, Paris 1916
- Ronsard en Italie, Paris 1926
- Mœurs italiennes de la Renaissance. La Vengeance , Paris 1935
- (Éd. ) Machiavel, Le Prince. Les Discours. L'Art de la guerre. L'Histoire de Florence. Suppléments , Clermont 1941